# Josef Wirmer
Josef Wirmer (Paderborn, 19 de marzo de 1901-Berlín, 8 de septiembre de 1944) fue un abogado y político alemán y miembro de la resistencia alemana al nazismo. Jugó un papel central en la fase final del movimiento de resistencia Operación Valquiria, porque medió entre sus miembros nacional-conservadores y socialistas.
Nació como segundo de cinco hijos de una familia católica de maestros.[cita requerida] Empezó a estudiar Derecho en 1920. Estudió en la Universidad de Friburgo y en Berlín, donde se desempeñó como abogado desde 1928. El 15 de agosto de 1928 se casó con Hedwig Preckel.
A finales de los años 20 ingresó en el Partido de Centro. Perteneció al ala izquierda del partido. Desde 1930 fue presidente del grupo parlamentario del Partido de Centro en el Parlamento regional de Prusia. Se enfrentó a los nazis debido a lo que fue expulsado de la Rechtswahrerbund, la Asociación de Abogados.[cita requerida] Como abogado, representó a víctimas de persecución racial y política.
Desde 1936, Wirmer perteneció al círculo de Jakob Kaiser, Max Habermann y Wilhelm Leuschner, opositores pertenecientes a sindicatos, y desde 1941, al grupo de Carl Friedrich Goerdeler. El 7 de abril de 1944 Wirmer se encontró con Claus von Stauffenberg para preparar el complot del 20 de julio para asesinar a Adolf Hitler. En caso de haber triunfado, hubiese sido ministro de Justicia. Tomó parte en discusiones sobre un programa de gobierno después del nazismo y sobre nombramientos de cargos.

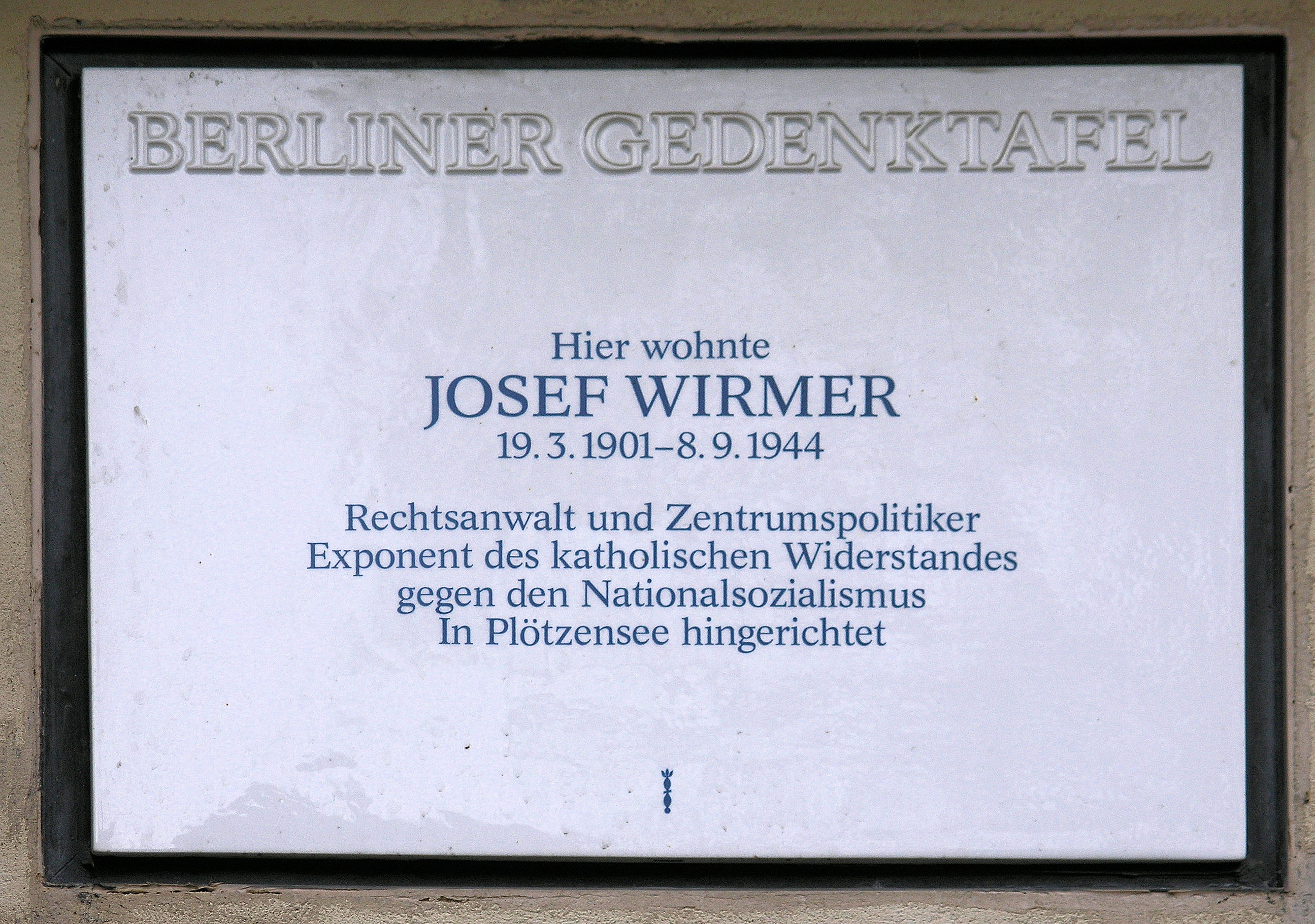
Josef Wirmer memorial

El 4 de agosto de 1944 fue detenido y llevado al campo de concentración de Ravensbrück. El 7 y 8 de septiembre de 1944 tuvo lugar el juicio oral. Expuesto al Volksgerichtshof del infame Roland Freisler, su brutal acusación y descrédito público fueron secretamente filmados para Hitler.[cita requerida] Fue sentenciado a muerte el 8 de septiembre de 1944 y ahorcado en la prisión de Plötzensee en Berlín dos horas después del juicio. El juez Roland Freisler murió cinco meses después. 
Josef Wirmer, como parte de su lucha contra el nazismo, diseñó una propuesta de bandera nacional para Alemania que se conoce con el nombre de bandera de Wirmer.